# میه‌روشوف
میه‌روشوف (لهستانی: Mieroszów؛ ‏[mjɛˈrɔʂuf]) شهرکی در شهرستان وائوبژیخ واقع در استان سیلزی سفلی در لهستان و در نزدیکی مرز جمهوری چک است. میه‌روشوف در حدود ۱۵ کیلومتری جنوب غربی وائوبژیخ و ۷۹ کیلومتری جنوب غربی وروتسواف واقع شده است و مطابق آمارگیری سال ۲۰۱۹ میلادی، ۴٬۰۷۰ نفر جمعیت داشت.

## منبع
1. ↑  "Population. Size and structure and vital statistics in Poland by territorial division in 2019. As of 30th June". stat.gov.pl. Statistics Poland. 2019-10-15. Retrieved 2020-02-14.
2. ↑  Dokumentacja Geograficzna (به لهستانی). Vol. 3/4. Warszawa: Instytut Geografii Polskiej Akademii Nauk. 1967. p. 30.